# فورت نوكس

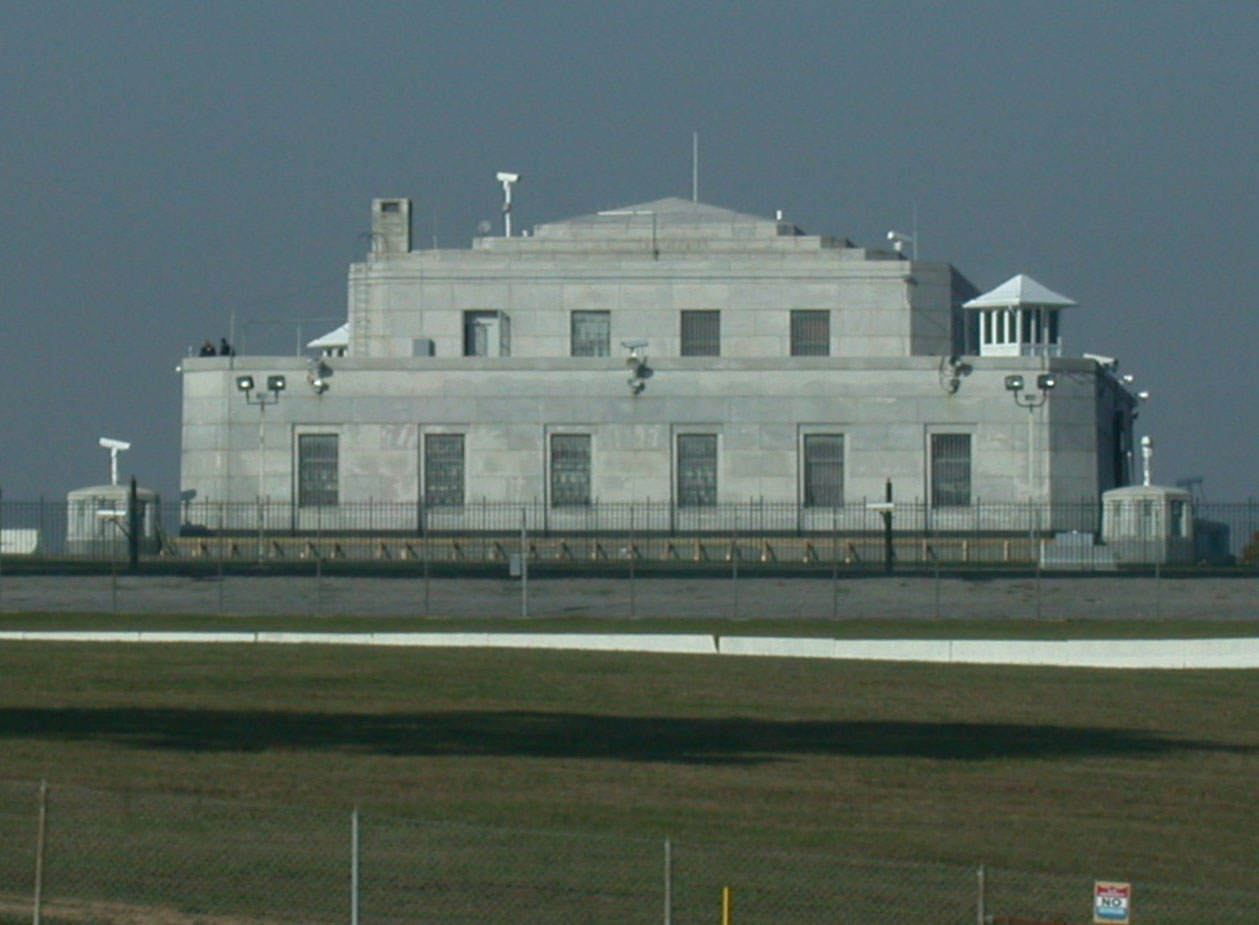
صورة مبنى خزانة السبائك الأمريكية U.S. Bullion Depository

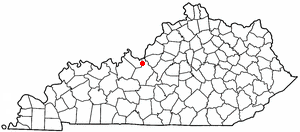
موقع فورت نوكس بولاية كنتاكي الأمريكية

قلعة فورت نوكس (Fort Knox) وتسمى رسمياً مبنى خزانة سبائك الإيداع الأمريكية (بالإنجليزية: United States Bullion Depository)‏ هو الخزانة الرئيسية لاحتياطي الذهب في الولايات المتحدة الأمريكية بني عام 1939 يضم حوالي 147.3 مليون أوقية من الذهب تبلغ قيمته 600 مليار دولار، وهي تقع في ولاية كنتاكي بالولايات المتحدة، تحتل مساحة 110 ألف فدان من الأرض، على بعد 35 ميل من بلدة "لويس فيل"، ولقد تم اعتبارها الدرع الاقتصادي الأمريكي منذ عام 1948 م، ويحتوي على 2.3% من كم الذهب الذي تم استخراج في تاريخ البشرية.
و هو يعتبر أكثر المباني حراسة في العالم عليه حراسة مشددة جدا فهو مبني من الغرانيت الصلب والخرسانة المسلحة ومحاط بسياج من الصلب، والمبني محاط بمعسكر حربي أمريكي هائل يتكون من جيش من الحراس مهمتهم حراسة المبني على مدار الساعة.
لا تعتبر هذه هي الخزانة الوحيدة في الولايات المتحدة إنما هي أكبرهم، فهناك العديد من الخزائن في عدة ولايات أخرى ويبلغ محصلة رصيد الذهب بها 8,133 طن من الذهب الخالص.

## تاريخها
استكملت الخزانة الأمريكية بناء مستودع الذهب في الحصن عام 1936 بأمر من الرئيس فرانكلين روزفلت  ويحتوي المستودع على ماقيمتهُ أكثر من ستة مليارات دولار أمريكي ذهبًا. وخلال الحرب العالمية الثانية وضَعت في حصن نوكس مجموعة من الوثائق لحفظها. وهذه الوثائق هي الدستور، وإعلان الاستقلال، وإنجيل جوتنبرج، وخطبة جتسبيرج للرئيس لنكولن، ووثيقة الماجناكرتا.

## أسلوب حراسته
هيكل القلعة مثل القبو مبنى بجدران من الجرانيت ويحميها الباب واقي من الانفجار وزنه 20 طن ويبلغ سمكه 25 بوصة، يسمح فقط لموظفي الإيداع بالدخول على شكل مجموعات منفصلة، وبعيدا عن باب القبو الرئيسي، توفر المقصورات الصغيرة مزيدا من الحماية، باب القبو وباب الطوارئ يبلغ سمكهما 21 سم ومصنوعة من أحدث المواد المقاومة للحريق والانفجار، وهناك نفق الهروب من المستوى السفلي من القبو ليتم استخدامه من قبل شخص غير محدد ولا يفصحون عن هويته.
المبنى محاط بالأسوار وحراسة من قبل قوات خاصة تابعة للشرطة الأمريكية (United States Mint)، وتقع مباني الإيداع ضمن موقع فورت نوكس وهو موقع تابع للجيش الأمريكي، مما يسمح للجيش بتوفير حماية إضافية، ويحمي الوديع طبقات من الأمن المادي وأجهزة الإنذار وكاميرات الفيديو والميكروفونات وحقول الألغام والأسلاك الشائكة والأسلاك الكهربائية والحراس المدججين بالسلاح ووحدات الجيش المتمركزة في فورت نوكس، بما في ذلك طائرات هليكوبتر من طراز أباتشي بدون طيار من طراز 8/229 الطيران ومقرها في مطار غودمان العسكري، وكتيبة المهندسين التاسعة عشرة، وكتيبة التدريب سابقا في مدرسة درع الجيش الأمريكي، والفريق الثالث القتالي التابع لفرقة المشاة الأولى، التي يبلغ قوامها 000 30 جندي، مع دبابات وناقلات الجنود المدرعة، وطائرات الهليكوبتر الهجومية وسلاح المدفعية.
ولأسباب أمنية لا يسمح لأي زائر بالدخول إلى أماكن الإيداع، وقد تم تطبيق هذه السياسة منذ فتح القبو وكان الاستثناء الوحيد هو التفتيش الذي قام به أعضاء كونغرس الولايات المتحدة والإعلاميين في 23 سبتمبر 1974 بقيادة مدير الشركة المالية في الولايات المتحدة الأمريكية آنذاك ماري بروكس.

## مخزون الذهب
في أبريل 2016، تم الإعلان عن وجود 4,582 طن (147.3 مليون أوقية) من سبائك الذهب الخالص.
ويبلغ رصيد الولايات المتحدة من الذهب 8,133 طن من الذهب وهو الأكبر في العالم وما يعادل 2.3 من ثاني أكبر رصيد في العالم وهو ألمانيا التي تمتلك في 2014 3,387.1 طن من سبائك الذهب الخالص.